# アブラハム・ヨシュア・ヘッシェル
アブラハム・ヨシュア・ヘッシェル（Abraham Joshua Heschel, 1907年1月11日 - 1972年12月23日）はユダヤ系の思想家、哲学者。

## 生涯
1907年、ポーランドのワルシャワで代々ラビを輩出した家系に生まれた。ラビになるための伝統的な教育を受けた後、リトアニアのギムナジウムを卒業して、1927年からベルリン大学の哲学科と神学科に籍をおき、近現代哲学とヘブライ語聖書の言語学的・聖書学的研究を主専攻、美術とセム語を副専攻として学んだ。
ノヴォミンスク (Mińsk Mazowiecki) でラビを勤めていたが、1933年に父のように慕っていた母方の叔父と恩師のコイゲンを失った。1935年、学位論文として提出していた『マイモニデス研究』が出版されたことにより、ベルリン大学から学位が授与されたが、1938年10月にフランクフルト・アム・マインでゲシュタポに逮捕され、ポーランドに追放された。
1939年9月のナチによるポーランド侵攻直後にビザを得てワルシャワを脱出し、ロンドンを経て1940年3月にアメリカ合衆国に亡命。ヘブライ・ユニオン・カレッジで講師をした後、ユダヤ教神学院で教職の地位を得、研究活動を続けた。晩年の10年間には、黒人の公民権運動とベトナム反戦運動に献身した。

## 思想
同時代のユダヤ系の思想家と同じく、ヘシェルはユダヤの伝統的な価値観と20世紀の哲学科学によって造りあげられた価値観の間に何らかの緊密なつながりを見いだそうとしている。ヘシェルが独自に付け加えたのは、人間が絶対的な孤独に陥ったときでも、人間は神との「契約」に守られている、という考え方である。そしてその契約において人間を必要とし、人間を探し求めているのは神の方であって、その逆ではない。ヘシェルは、この人間を求める神のパトスを「アントロポトミズム」(Anthropotomisme)、人間が神を求めるパトスを「テオトピズム」(Theotopism) と呼び、この2つの緊張感が出会う時に預言が存在し、そのような経験はイスラエルの民だけが許された特権であった、と考えた。他の民族が空間を所有するのに対し、イスラエルの民は神と人間との出会いの場である時間だけを所有する。これがすなわち「召命」であり、「契約」の意味であり、そのようなユダヤ人にしか与えられていない歴史的役割を確認するためにトーラーの定める儀礼が存在するとヘシェルは説いた。作家のエリ・ヴィーゼルは、ヘシェルの親しい弟子の一人である。

## 代表的著作
- The Earth Is the Lord's: The Inner World of the Jew in Eastern Europe. 1949. ISBN 1-879045-42-7
- Man Is Not Alone: A Philosophy of Religion. 1951. ISBN 0-374-51328-7
- The Sabbath: Its Meaning for Modern Man. 1951. ISBN 1-59030-082-3
- Man's Quest for God: Studies in Prayer and Symbolism. 1954. ISBN 0-684-16829-4
- God in Search of Man: A Philosophy of Judaism. 1955. ISBN 0-374-51331-7
- The Prophets. 1962. ISBN 0-06-093699-1
- Who Is Man? 1965. ISBN 0-8047-0266-7
- Israel: An Echo of Eternity. 1969. ISBN 1-879045-70-2
- A Passion for Truth. 1973. ISBN 1-879045-41-9
- Heavenly Torah: As Refracted Through the Generations. 2005. ISBN 0-8264-0802-8
- Torah min ha-shamayim be'aspaklariya shel ha-dorot; Theology of Ancient Judaism. [Hebrew]. 2 vols. London: Soncino Press, 1962. Third volume, New York: Jewish Theological Seminary, 1995.
- The Ineffable Name of God: Man: Poems. 2004. ISBN 0-8264-1632-2
- Kotsk: in gerangl far emesdikeyt. [Yiddish]. 2 v. (694 p.) Tel-Aviv: ha-Menorah, 1973. Added t.p.: Kotzk: the struggle for integrity. A Passion for Truth is an adaptation of this larger work.
- Der mizrekh-Eyropeyisher Yid (イディッシュ語: The Eastern European Jew). 45 p. Originally published: New-York: Shoken, 1946.
- Abraham Joshua Heschel: Prophetic Witness & Spiritual Radical: Abraham Joshua Heschel in America, 1940-1972, biography by Edward K. Kaplan ISBN 0-300-11540-7
- "The Encyclopedia of Hasidism" edited by Rabinowicz, Tzvi M.: ISBN 1-56821-123-6 Jason Aronson, Inc., 1996.

### 邦訳
- 手島郁郎訳『人間を探し求める神 ― ユダヤ宗教哲学』（抄訳　1972年初版、1983年改訂2版、キリスト聖書塾）
- 中村匡克訳『人間とは誰か』（1977年、日本基督教団出版局）
- 森泉弘次訳『イスラエル預言者 上・下』（1992年、教文館）
- 森泉弘次訳『人は独りではない ― ユダヤ教宗教哲学の試み』（1998年、教文館）
- 森泉弘次訳『人間を探し求める神 ― ユダヤ教の哲学』（1999年、教文館）
- 森泉弘次訳『イスラエル ― 永遠性のこだま』（1999年、教文館）
- 森泉弘次訳『シャバット ― 安息日の現代的意味』（2002年、教文館）
- 森泉弘次・末松こずえ共訳『神と人間のあいだ ― ユダヤ教神学者ヘッシェルの思想入門』（2002年、教文館）
- 森泉弘次訳『マイモニデス伝』（2006年、教文館）